# مستوطنة فولوغدا
مستوطنة فولوغدا (بالروسية: Вологодское городище) هو جزء تاريخي محصن من فولوغدا، كانت موجودة في القرنين الخامس عشر ومنتصف السادس عشر. كانت التحصينات التي تم تحديدها عبارة عن خندق مائي، وسور ترابي، وهياكل حربية مماثلة لتلك الموجودة في كيتايغورود.
من المفترض أن المستوطنة (الكرملين) كانت مركزًا سياسيًا وإداريًا وطائفيًا، وقد كانت محاطة بضواحي غير محصنة. تم تسجيل وجود مبان يعود تاريخها إلى القرن الثالث عشر.
أكدت الحفريات الأثرية في منطقة شارع أودارنيكوف الافتراض بأن تحصينات مستوطنة فولوغدا قد شُيدت في موعد لا يتجاوز العقود الأولى من القرن الخامس عشر، وربما في فترة سابقة. يتضح أنه في نفس الوقت تم تطوير هذه المنطقة للتنمية الحضرية. لم يتم تضمين أراضي المستوطنة في حدود قلعة إيفان الرهيب في عام 1565، ومن منتصف القرن السادس عشر بدأ بناؤها مع عقارات المدينة العادية.
تم استخدام الاسم الجغرافي «مستوطنة فولوغدا» فيما يتعلق بهذه المنطقة حتى الستينيات.